# نانوكولوم

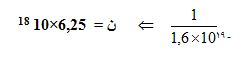
ن : عدد الإلكترونات (1)كولوم يعني 6,25 × 10 أس 18

نانو كولوم والكولوم يمكننا معرفة عدد الإلكترونات الموجودة حسب نسبة الكهرباء وتقاس بـ الكولوم فمثلاً (1) كولوم يعني أن عدد الإلكترونات هو 6,25 × 10 18 إلكترون ويساوي 6250 ألف مليون مليون إلكترون وهذا رقم كبير لذلك نسخدم وحدات أصغر من الكولوم مثل ميكروكولوم ونانوكولوم ونعرف كم عدد الإلكترونات في حالات أكثر من (1) كولوم ... و(1) نانوكولوم يساوي 10 −9 كولوم.

## كولوم يساوي 6,25 × 1018إلكترون حسب العلاقة الرياضية
بما أن شحنة الجسم = ن × شحنة الإلكترون
1 \ 1,6 × 10 −19
ويساوي 10 −9 نانوكولوم
و ن هنا تعني : عدد الإلكترونات.

## وحدات أُخرى
هناك وحدة أكبر لحساب عدد الإلكترونات غير نانوكولوم مثل كيلوكولوم 6,25 × 10 18 يساوي 1 × 10 −6
كيلوكولوم.